# فرنتس کوشا
فرنتس کوشا (مجاری: Kósa Ferenc؛ زادهٔ ۲۱ نوامبر ۱۹۳۷ – درگذشتهٔ ۱۲ دسامبر ۲۰۱۸) یک کارگردان، و سیاست‌مدار اهل مجارستان بود.